# Raphael Liesegang

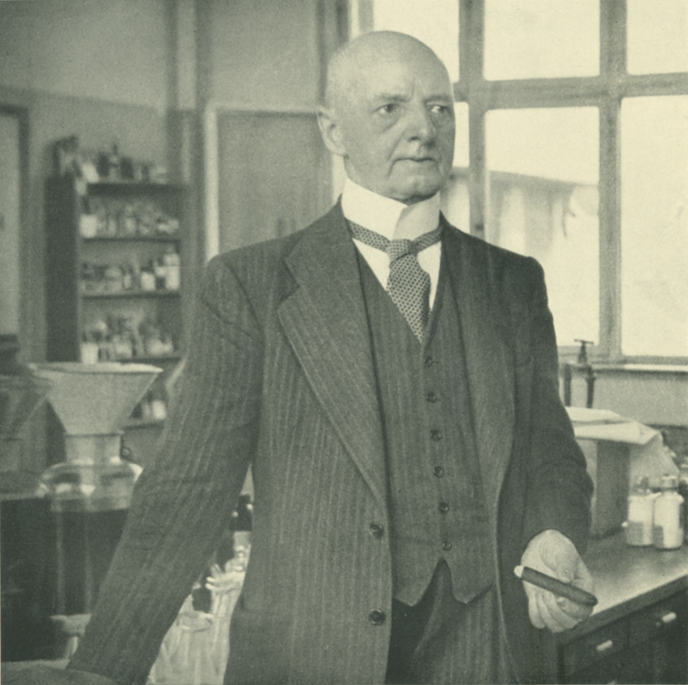
Raphael Liesegang

Raphael Eduard Liesegang (ur. 1 listopada 1869 w Elberfeld, zm. 13 listopada 1947 w Bad Homburg vor der Höhe) – niemiecki chemik. Zajmował się chemią koloidów i był odkrywcą zjawiska, znanego dziś jako pierścienie Lieseganga.